# Cimetière principal de Mayence
Le cimetière principal de Mayence est le plus grand cimetière de Mayence intra-muros et l'un des plus célèbres au monde. Il est situé dans le quartier de Mainz-Oberstadt ; de nombreuses célébrités y sont enterrées.

## Histoire
L'une des sept collines de Mayence, appelée Linsenberg (car elle appartenait au Moyen Âge à l'évêque de Mayence), prit au Ve siècle le nom de val sacré, pour les cultures que l'on y réalisait alors. 
L'abbaye de Dalheim acquiert le terrain au Moyen Âge pour y construire un cloître de repos et de convalescence. Après la sécularisation, à la fin du XVIIIe siècle, les jardins sont laissés à l'abandon et les propriétaires se succèdent, jusqu'au préfet du département de Mont-Tonnerre, André Jeanbon Saint André.
Avec la fermeture d'autres cimetières, en application tardive de la loi de 1765 interdisant les cimetières en ville, Mayence commença à manquer de lieux de sépultures.
Sous le consulat, Napoléon avait proclamé que « chaque citoyen a le droit d'être enterré quelle que soit sa race ou sa religion ». Les détails sont donnés dans le Décret impérial sur les sépultures, le 23 prairial an XII (12 juin 1804),, et le préfet de Mayence décrète la transformation de 2,8 hectares en cimetière. Il est conçu, en 1803, dans le style néo-classique avec de grands axes sous la forme, pour la première fois, d'un immense jardin à l'anglaise, aux allées accidentées, pourvues d'arbres et de plantes aux essences diverses et bordées de sépultures sculptées.
D'illustres sculpteurs et architectes feront de ce lieu un véritable musée dès le XIXe siècle. Ce n'est qu'à la fin du siècle, en 1903, que débutèrent les travaux du columbarium et du crématorium, dans un style néo-classique.

## Célébrités enterrées

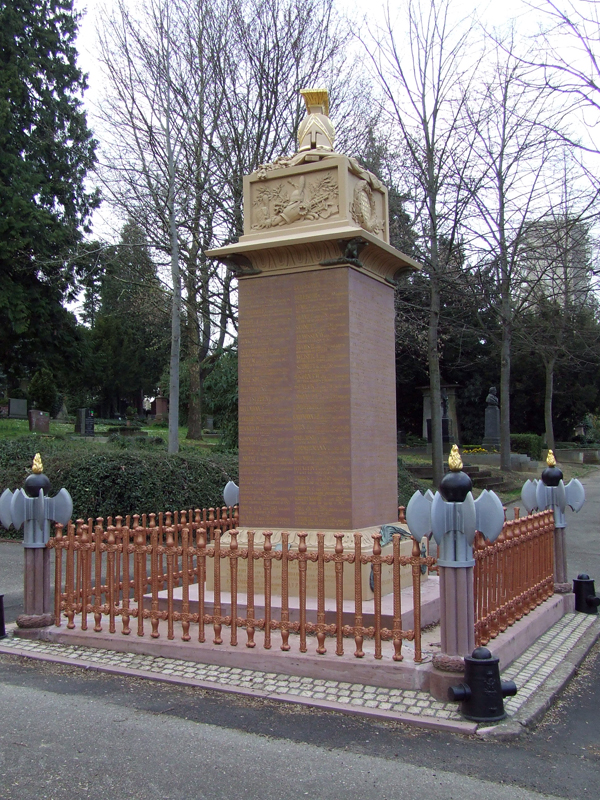
Monument aux morts de l'armée du Rhin

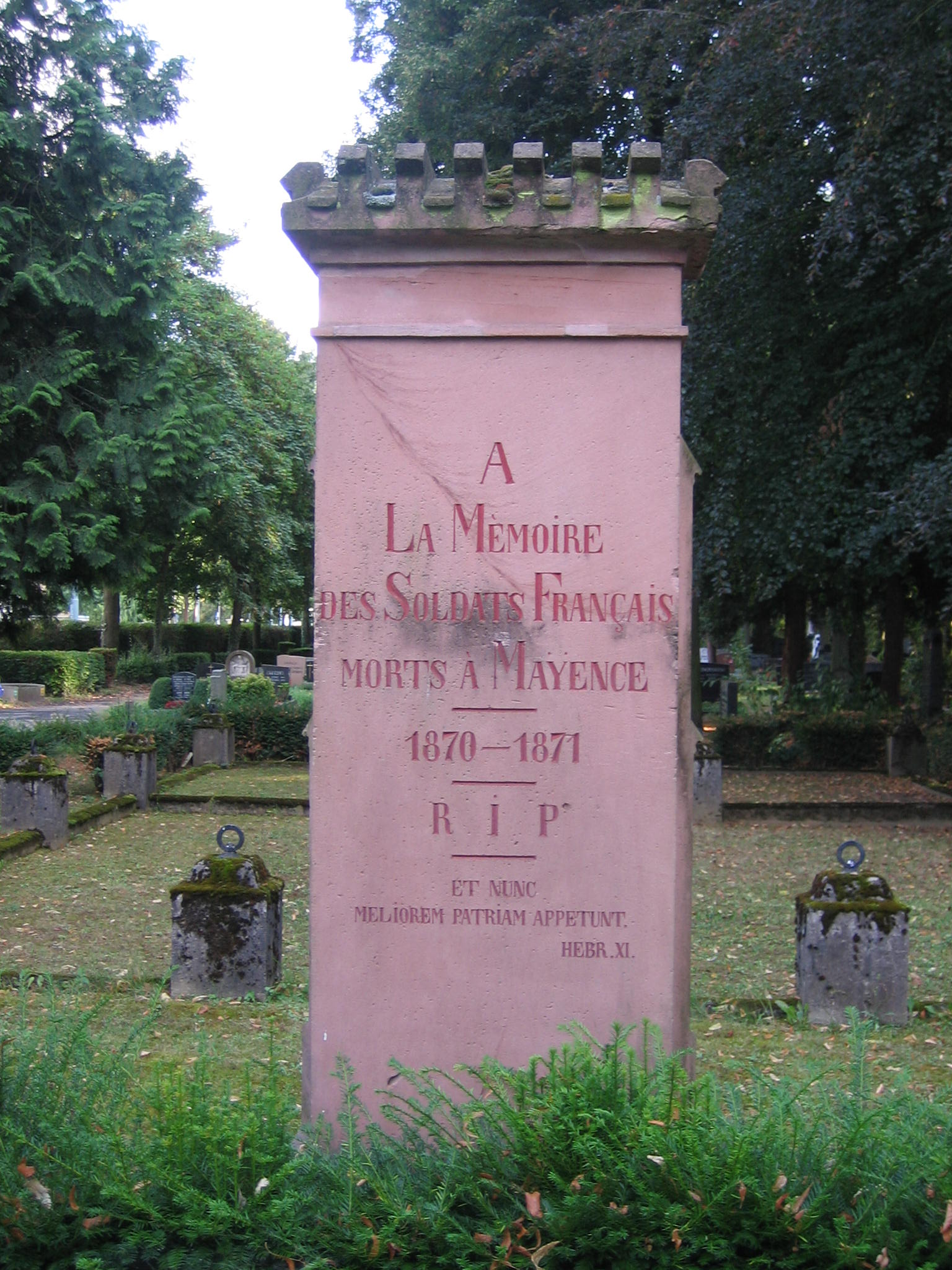
Pierre tombale à la mémoire des soldats français morts à Mayence pendant la guerre franco-allemande de 1870.

- Bernhard Adelung (de) (1876–1943), maire de Mayence
- André Jeanbon Saint André, révolutionnaire et homme politique français.
- Franz Ambros Alexander, fondateur de la maison Gebr. Alexander
- Fritz Arens (de), historien de l'art
- Ludwig Becker (1855–1940), architecte
- Philipp Anton Bembé (de), fabricant de meubles
- Heinrich Bone (de), philologue et éducateur
- Peter Cornelius poète, acteur et compositeur mayençais.
- Eduard David, personnalité politique de la république de Weimar
- Eduard Duller (de) (1809–1853), poète
- Wilhelm Ehrhard (de) (1884–1936), maire de Mayence
- Jockel Fuchs (de), maire de Mayence
- Carl Gassner (de), médecin
- Heinrich Gassner (de), maire de Mayence
- Paul Haenlein, ingénieur et pionnier de l'aviation
- Ida von Hahn-Hahn, écrivain, poète, fondatrice de couvent
- Adam Henkell, fabricant de vins effervescents
- Karl Holzamer (de) (1907-2007), philosophe, directeur général de la Zweites Deutsches Fernsehen
- Patriz Huber (de) (1878–1902), membre de la Colonie d'artistes de Darmstadt Mathildenhöhe (de)
- Franz Gedult von Jungenfeld (de), maire de Mayence
- Friedrich Kellner, greffier de justice au tribunal, auteur d'un journal à l'époque du régime nazi en Allemagne.
- Johann Maria Kertell (de) (1771–1839), homme politique et fondateur de la  garde de Mayence (de)
- Karl Kohl (13 janvier 1881 - 9 avril 1943), brasseur
- Hans Klenk, fabricant des papiers hygiéniques[Lesquels ?]
- Eduard Kreyßig (de), architecte de la ville
- Christian Adalbert Kupferberg (de), fabricant de vins effervescents
- Joseph Laské (de) (1816–1865), architecte
- Friedrich Lehne (1771–1836), bibliothécaire
- Adam Franz Lennig (de) (1803–1866), théologien
- Ludwig Lindenschmit le Vieux, préhistorien
- Karl von Loehr (de) (1875–1958), architecte
- Franz Konrad Macké, maire de Mayence
- Nikolaus Müller (de) (1770–1851), peintre
- Ernst Neger, carnavaliste
- Walter Nicolai (de) (1933–2018), philologue
- Roden Noel, essayiste
- Fritz Ohlhof (de) (1889–1946), homme politique
- Aloys Ruppel (1882–1977), bibliothécaire
- Karl Anton Schaab (de) (1761–1855), historien
- Otto Schmidtgen (de) (1911–1964), musicien
- Woldemar de Schleswig-Holstein-Sonderbourg-Augustenbourg (de) (1810–1871), gouverneur de la forteresse de Mayence
- Franz Schott, maire de Mayence et éditeur de musique (Schott Music)
- Friedrich Schütz (de), directeur des archives de la ville de Mayence (de)
- Fritz Straßmann (1902–1980), chimiste
- Philipp Veit (1793–1877), peintre
- Philipp Wasserburg (de) (1827–1897), écrivain
- Kathinka Zitz-Halein, écrivain et quarante-huitarde